# Freguesias de Abrantes ordenadas por população
Esta é uma lista das freguesias de Abrantes, ordenadas por população:
| Posição | Nome                    | População | Percentagem | Densidade   |
| ------- | ----------------------- | --------- | ----------- | ----------- |
| 1       | São Vicente             | 10 698    | 25,33%      | 276,8 h/km² |
| 2       | Tramagal                | 4 043     | 9,57%       | 168,0 h/km² |
| 3       | Alferrarede             | 3 831     | 9,07%       | 162,2 h/km² |
| 4       | São Miguel do Rio Torto | 3 422     | 8,10%       | 65,5 h/km²  |
| 5       | Pego                    | 2 570     | 6,09%       | 71,2 h/km²  |
| 6       | Bemposta                | 2 252     | 5,33%       | 12,0 h/km²  |
| 7       | Rossio ao Sul do Tejo   | 2 227     | 5,27%       | 337,0 h/km² |
| 8       | Mouriscas               | 1 946     | 4,61%       | 55,6 h/km²  |
| 9       | São João                | 1 850     | 4,38%       | 815,7 h/km² |
| 10      | Alvega                  | 1 729     | 4,09%       | 30,6 h/km²  |
| 11      | Rio de Moinhos          | 1 388     | 3,29%       | 69,2 h/km²  |
| 12      | São Facundo             | 1 133     | 2,68%       | 14,5 h/km²  |
| 13      | Carvalhal               | 1 006     | 2,38%       | 57,7 h/km²  |
| 14      | Fontes                  | 819       | 1,94%       | 28,8 h/km²  |
| 15      | Vale de Mós             | 747       | 1,77%       | 31,9 h/km²  |
| 16      | Concavada               | 734       | 1,74%       | 36,9 h/km²  |
| 17      | Martinchel              | 713       | 1,69%       | 41,7 h/km²  |
| 18      | Souto                   | 567       | 1,34%       | 37,7 h/km²  |
| 19      | Aldeia do Mato          | 560       | 1,33%       | 17,8 h/km²  |
| TOTAL   | TOTAL                   | 42 235    | 100,00%     | 59,2 h/km²  |